# Higashi no Eden
Higashi no Eden (japanska: 東のエデン, 'Österns Eden'; engelska: Eden of the East?) är en japansk anime-serie av Kenji Kamiyama. Dess totalt elva avsnitt originalsändes från 9 april till 18 juni 2009 och var då del av Fuji TV:s animeblock noitaminA. Efter seriens avslutande fortsattes historien i två animerade långfilmer – Higashi no Eden gekijōban I: The King of Eden och Higashi no Eden gekijōban II: Paradise Lost.

## Handling
TV-serien kretsar kring en ung kvinna (Saki Morimi) och en ung man (Akira Takizawa), som båda är från Japan. De träffas dock första gången utanför Vita husets entré i USA:s huvudstad, under något ovanliga omständigheter. De befinner sig snart mitt inne i en komplott med japanska rötter och terroristdåd som medel.

## Produktion och mottagande
Serien uppmärksammades bland annat för sin utarbetade terroristintrig, som vissa jämfört med Robert Ludlums Bourne-böcker. Higashi no Edens inledningsmusik var den färska singeln Falling Down av brittiska rockgruppen Oasis.